# Museo della Deportazione
Le Museo e Centro di Documentazione della Deportazione e Resistenza (« musée et centre de documentation de la Déportation et de la Résistance italienne ») est un musée à Prato, en Italie, consacré à l'histoire du fascisme, son apparition et son arrivée au pouvoir en Italie.
Il documente la persécution et la déportation dans la concentration et les camps d'extermination pour des raisons politiques, raciales et religieuses. Il se porte également sur la résistance pendant la seconde guerre mondiale. L'établissement est situé à Prato, où, le 6 septembre 1944, 29 partisans sont par les forces armées allemandes.